# گورگن جانیبکیان
گورگن جانیبکی جانیبکیان (در-خاچاتریان) (ارمنی: (Գուրգեն Ջանիբեկի Ջանիբեկյան (Տեր–Խաչատրյան؛ انگلیسی: (Gurgen Janibeki Janibekyan (Ter-Khachatryan؛ ۱۸ مهٔ ۱۸۹۷ – ۲۷ سپتامبر ۱۹۷۸) یک بازیگر فیلم و تئاتر اهل ارمنستان بود. وی بین سال‌های ۱۹۳۷ تا ۱۹۷۳ میلادی فعالیت می‌کرد.

## گزیده فیلم‌شناسی
از فیلم‌ها یا برنامه‌های تلویزیونی که وی در آن نقش داشته است می‌توان به کارو (۱۹۳۷)، زانگه‌زور (۱۹۳۸)، ماهی‌گیران سوان (۱۹۳۹)، پرتگاه (۱۹۷۳) اشاره کرد.

## جوایز و افتخارات
وی همچنین برنده جوایزی همچون نشان لنین، نشان انقلاب اکتبر، نشان پرچم سرخ کار، نشان برجسته افتخار، مدال دفاع از قفقاز، مدال کار شجاعانه در جنگ بزرگ میهنی، هنرمند مردمی ارمنستان شوروی، جایزه دولتی ارمنستان شوروی، هنرمند مردمی اتحاد جماهیر شوروی و جایزه استالین شده است.

## نگارخانه

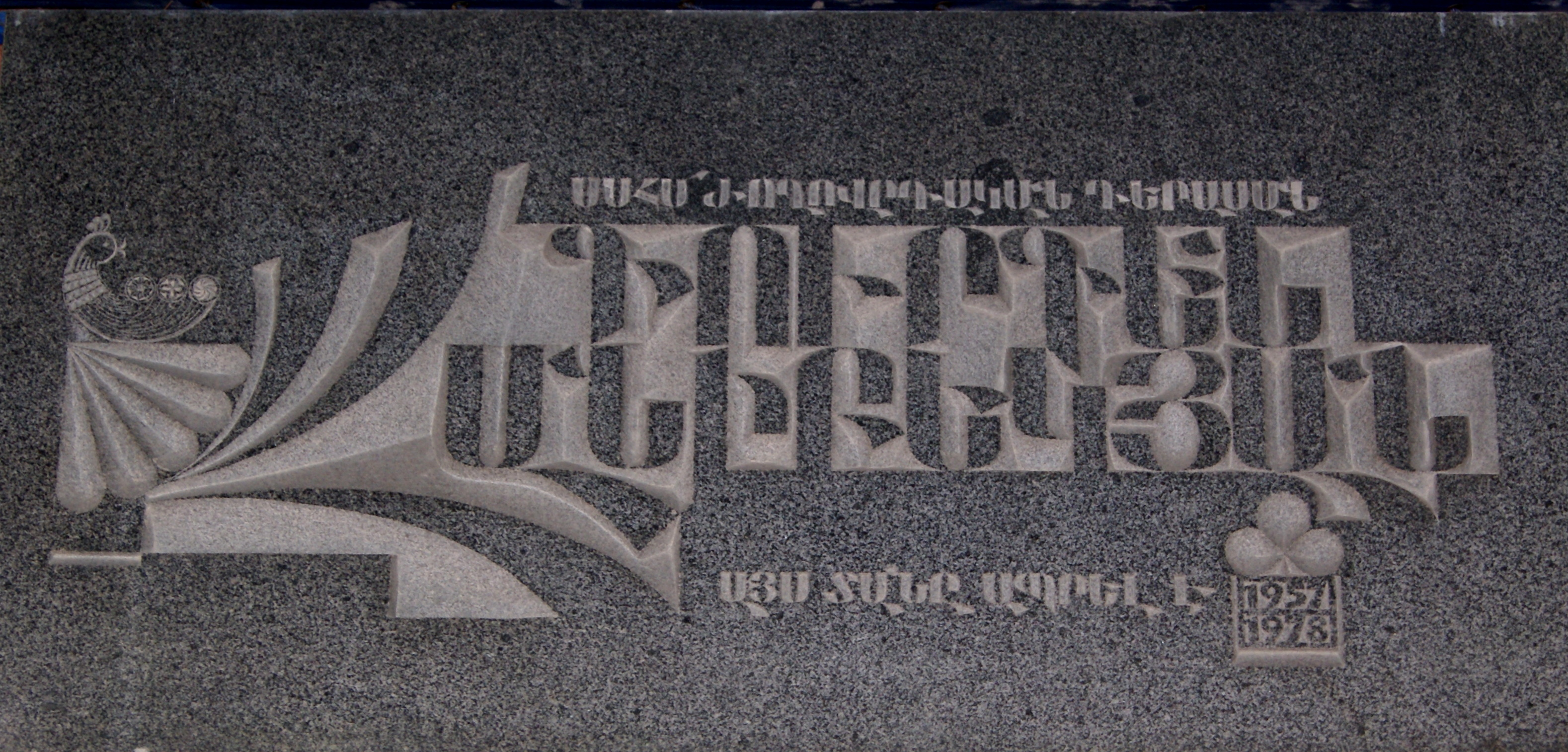
پلاک یادبود